# Landesregierung Edmund Joensen I

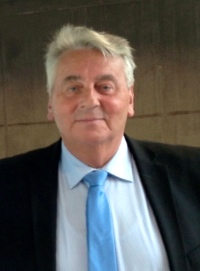
Edmund Joensen

Die erste Landesregierung mit Edmund Joensen als Ministerpräsident an der Spitze war zugleich die achtzehnte Regierung der Färöer nach Erlangung der inneren Selbstverwaltung (heimastýri) im Jahr 1948.

## Regierung
Die Regierung wurde am 10. September 1994 gebildet und bestand bis zum 11. Juni 1996. Sie setzte sich aus einer Viererkoalition von Sambandsflokkurin, Javnaðarflokkurin, Verkamannafylkingin und Sjálvstýrisflokkurin zusammen. 
Edmund Joensen vom Sambandsflokkurin führte als Ministerpräsident die Regierung an. Darüber hinaus war er auch für Auswärtiges, Regierungsform, Rẹchtswesen, Ölindustrie und öffentliche Arbeit zuständig. Jóannes Eidesgaard vom Javnaðarflokkurin war stellvertretender Ministerpräsident und Minister für Finanzen und Wirtschaft, Ivan Johannesen vom Sambandsflokkurin war Minister für Fischwirtschaft und Fịschzucht, Eilif Samuelsen vom Sambandsflokkurin Minister für Umwelt, Energie, Bildung, Kommunales und Nordische Angelegenheiten, Andrias Petersen vom Javnaðarflokkurin Minister für Gesundheit und Soziales, Óli Jacobsen vom Verkamannafylkingin Minister für Industrie, Handel, Arbeit, Landwirtschaft und Versicherungen, Polizei, Justiz (im Dez. 1995 durch Axel H. Nolsøe vom Verkamannafylkingin abgelöst) und schließlich Sámal Petur í Grund vom Sjálvstýrisflokkurin Minister für Kommunikation, Kultur, Touristik und Seeschifffahrt.

## Mitglieder
Mitglieder der Landesregierung Edmund Joensen I vom 10. September 1994 bis zum 11. Juni 1996:
| Aufgabenbereich                                                                                           | Minister                    | Minister | Partei                   |
| --- | --------------------------- | -------- | ------------------------ |
| Ministerpräsident (Løgmaður) Regierungsform, Auswärtiges, Rẹchtswesen, Ölindustrie und öffentliche Arbeit | Edmund Joensen              |          | B – Sambandsflokkurin    |
| stellvertr. Ministerpräsident Finanzen und Wirtschaft                                                     | Jóannes Eidesgaard          |          | C – Javnaðarflokkurin    |
| Fischwirtschaft und Fịschzucht                                                                            | Ivan Johannesen             |          | B – Sambandsflokkurin    |
| Umwelt, Energie, Bildung, Kommunales und Nordische Angelegenheiten                                        | Eilif Samuelsen             |          | B – Sambandsflokkurin    |
| Gesundheit und Soziales                                                                                   | Andrias Petersen            |          | C – Javnaðarflokkurin    |
| Industrie, Handel, Arbeit, Landwirtschaft und Versicherungen, Polizei, Justiz                             | Óli Jacobsen bis Dez. 1995  |          | I – Verkamannafylkingin  |
| | Axel H. Nolsøe ab Dez. 1995 |          | I – Verkamannafylkingin  |
| Kommunikation, Kultur, Touristik und Seeschifffahrt                                                       | Sámal Petur í Grund         |          | D – Sjálvstýrisflokkurin |